# Lâu đài Balmoral
Lâu đài Balmoral (/bælˈmɒrəl/) là một dinh thự rộng lớn ở Aberdeenshire, Scotland, nơi cư trú của hoàng gia Anh. Lâu đài gần làng Crathie, cách Ballater 9 dặm (14 km) và cách Aberdeen 50 dặm (80 km) cũng về phía tây.
Bất động sản và lâu đài ban đầu của nó đã được mua từ gia đình Farquharson bởi Vương phu Albrecht, chồng của Nữ vương Victoria, vào năm 1852. Ngay sau đó ngôi nhà được phát hiện là quá nhỏ và lâu đài Balmoral hiện tại đã được ủy thác xây cất. Kiến trúc sư là William Smith của Aberdeen, và các thiết kế của ông đã được sửa đổi bởi Hoàng tử Albert. Balmoral là tài sản riêng của quốc vương và không phải là một phần của Vương quyền. Đó là nơi cư trú mùa hè của Nữ vương Elizabeth II, bà qua đời tại lâu đài này vào ngày 8 tháng 9 năm 2022.  Lâu đài mới được hoàn thành vào năm 1856 và lâu đài cũ bị phá bỏ ngay sau đó.
Bất động sản Balmoral được thêm vào bởi các thành viên kế tiếp của vương thất, và hiện có diện tích khoảng 50.000 mẫu Anh (20.000 ha). Đây là một khu đất làm việc, bao gồm đồng hoang, rừng và đất nông nghiệp, cũng như các đàn hươu, gia súc Cao Nguyên, cừu và ngựa con được quản lý.